# Asaf Jah III
Asaf Jah III Muzaffar al-Mamaluk Nizam al-Mulk Nizam al-Daula Nawab Mir Akbar Ali Khan Bahadur Fulad Jang (Estat de Hyderabad, 11 de novembre de 1768-21 de maig de 1829) fou nizam de Hyderabad. Era fill d'Asaf Jah II i Tahniat un-nisa Begum Sahiba (Bibi Sahiba).
Va rebre un mansab i diversos títols (1782); va dirigir l'exèrcit enviat contra Tipu Sultan el 1791. A la mort del seu pare el 7 d'agost de 1803 fou proclamat nizam i va rebre els títols d'Asaf Jah, Muzaffar al-Mamaluk, Nizam al-Mulk i Nizam al-Daula de l'emperador mogol de Delhi; va pujar formalment al musnad (tron) l'11 d'agost de 1803.
Daulat Rao Sindhia i Jaswant I Rao Holkar, molestos amb el restabliment de Baji Rao II com a peshwa (fet pels britànics) van preparar la guerra; la força subsidiària a Hyderabad i 15.000 homes del nizam van prendre posicions a Parenda, a la frontera occidental dels dominis del nizam i Wellesley va rebre ordes de cooperar amb aquesta força en ajut del peshwa; però abans de l'arribada del general a Poona, Jaswant ja l'havia abandonat cap a Malwa i pel camí va saquejar alguns pobles del nizam i va cobrar contribució a Aurangabad; llavors el coronel Stevenson va avançar cap al Godavari amb totes les forces i a Jalna se li va unir el general Wellesley i l'endemà (23 de setembre de 1803) es va lliurar la batalla d'Assaye, a la que va seguir poc després la d'Argaon, que van suposar dues greus derrotes del maratha Daulat Rao Scindia i la garantia de seguretat dels dominis del nizam. Amb Jaswant la guerra s'allargà fins al 1805 però no va afectar el nizam.
El 1822 es va signar un nou tractat entre els britànics i el nizam pel que aquesta quedava alliberat de pagar el chauth (el quart) que havia pasta als britànics com a hereus del peshwa, enderrocat el 1818.
La mort de la filla preferida del nizam el 1826 li va causar a aquest un xoc tan gran que va emmalaltir i va morir a Hyderabad el 21 de maig de 1829, deixant 9 fills i 10 filles vius; el va succeir el seu fill Nasir al-Dawla Farkhunda Ali Khan Asaf Jah IV.
Es va casar el 1794 amb Jahan Parwar Begum Sahiba (Hajji Begum, mort el 1853) i després amb Fazilat un-nisa Begum Sahiba (Chandni Begum + 1831).